# Hruševka
Hruševka je naselje v Občini Kamnik.
Gručasto naselje v Tuhinjski dolini leži na zložnih prisojnih pobočjih nad dolinskim dnom. Ob vasi teče potok Hruševka.
Najbližje večje naselje je Šmartno v Tuhinju. Pomembni dejavnosti sta živinoreja in gozdarstvo.

## Zgodovina
V starih listinah se kraj prvič omenja leta 1404, ko je v neki listini za Hruševko rečeno, da leži v tuhinjski fari. Po urbarju gornjegrajskega samostana iz leta 1426  je imel samostan v tem kraju štiri kmetije.

## Izvor krajevnega imena
Krajevno ime je izpeljano iz hruša, hruška. Imena iz slovanske osnove xrűša v pomenu hruška so znana tudi pri drugih Slovanih, npr. na nekdanjem kajkavskem ozemlju Hruševec in na Slovenskem Hruševec in Hrušica.